# Прондкі
Прондкі (пол. Prądki, нім. Prondke) — село в Польщі, у гміні Біле Блота Бидґозького повіту Куявсько-Поморського воєводства.
Населення — 188 осіб (2011).

## Демографія
Демографічна структура станом на 31 березня 2011 року:
|          | Загалом | Допрацездатний вік | Працездатний вік | Постпрацездатний вік |
| -------- | ------- | ------------------ | ---------------- | -------------------- |
| Чоловіки | 93      | 20                 | 71               | 2                    |
| Жінки    | 95      | 29                 | 60               | 6                    |
| Разом    | 188     | 49                 | 131              | 8                    |